# Felicity Montagu
Felicity Montagu (Leeds, Inglaterra, 12 de septiembre de 1960) es una actriz británica de cine, radio, televisión y teatro. Estudió en la Universidad de Loughborough y posteriormente en la Webber Douglas Academy of Dramatic Art. Tras casi treinta años de carrera, ha participado en más de setenta producciones cinematográficas o televisivas.
Montagu interpretó a la secretaria Lynn en la serie I'm Alan Partridge (1997-2002) y en la película Alan Partridge: Alpha Papa (2013), las cuales protagonizó junto a Steve Coogan. Dijo amar a su personaje y reconocerse en ella, en especial «por su lado mezquino». Su actuación en la película de 2013 fue alabada por Andrew L. Urban, de Urban Cinefile, quien dijo que «casi se roba el espectáculo» y consideró que interpretó «deliciosamente» al personaje. Además, representó a una ama de casa y jefa de la banda «buena» en la comedia negra Suburban Shootout (2006-2007) y participó en la parodia Confetti (2006). También tuvo papeles menores en las series Nighty Night (2004-2005), Johnny and the Bomb (2006) y Doctor Mateo (2004-2013) y en las películas Bridget Jones's Diary (2001), I Want Candy (2007) y How to Lose Friends and Alienate People (2008).
En el 2013, protagonizó junto a Rowan Atkinson la comedia dramática Quartermaine's Terms en el Teatro Wyndham's, del West End de Londres. Su actuación fue bien recibida por la crítica; Susannah Clapp de The Guardian dijo que Montagu era «alegre y escalofriantemente persuasiva en su papel de mujer ansiosa y exuberante», mientras que Charles Spencer de The Telegraph opinó que era «sobresaliente en su rol de soleterona». La actriz también realizó numerosos programas cómicos en BBC Radio 4.
Por su trabajo en I'm Alan Partridge y Suburban Shootout, recibió nominaciones al British Comedy Award y al Golden Nymph, respectivamente. Estuvo casada con el productor televisivo Alan Nixon, de quien se divorció en 2006 y juntos tienen dos hijos, Olivia y Luke.

## Filmografía
| Año       | Título                                | Papel                 | Notas        |
| --------- | ------------------------------------- | --------------------- | ------------ |
| 2001      | Bridget Jones's Diary                 | Perpetua              |              |
| 2003      | Blackball                             | Astronomer            |              |
| 2004–2005 | Nighty Night                          | Sue                   | 10 episodios |
| 2006      | Confetti                              | Vivien                |              |
| 2007      | I Want Candy                          | Val, Joe's Mum        |              |
| 2008      | How to Lose Friends & Alienate People | Clipboard Nazi        |              |
| 2013      | Alan Partridge: Alpha Papa            | Lynn Benfield         |              |
| 2015      | Two Down                              | Mrs. Hannon           |              |
| 2016      | Dad's Army                            | Elizabeth Mainwaring  |              |
| 2017      | The End of the F***ing World          | Gerente de gasolinera |              |
| 2019      | A Midsummer Night's Dream             | Quince                |              |
| 2020      | Resistance                            | Mrs. Garner           |              |
| 2020      | Miss Marx                             | Helene Demuth         |              |
| 2021      | Censor                                | Valerie               |              |
| 2021      | Landscapers                           | Patricia Wycherley    |              |